# Автономний край Косово і Метохія
42°40′00″ пн. ш. 21°10′00″ сх. д. / 42.666666666667° пн. ш. 21.166666666667° сх. д.
Автономний край Косово і Метохія (серб. Autonomna Pokrajina Kosovo i Metohija, серб. кир.: Аутономна Покрајина Косово и Метохија) — автономний край Сербії, розташований на півдні країни.
Під час антибюрократичної революції на чолі зі Слободаном Мілошевичем у результаті скорочення повноважень Соціалістичного автономного краю Косово в 1990 році фактично відбулося повернення до статусу Косова і Метохії зразка до 1974 року — таким чином провінція з 1990 року стала автономною частиною Соціалістичної Республіки Сербії в рамках ширшої Соціалістичної Федеративної Республіки Югославія. У 1992 році внаслідок розпаду Югославії край став автономною частиною нової Республіки Сербія у складі новоствореної Союзної Республіки Югославія.
У червні 1999 року, згідно з резолюцією Ради Безпеки ООН № 1244, край перетворився на протекторат ООН — Тимчасову адміністрацію ООН в Косові, але, як і раніше, офіційно залишався частиною Сербії.
Після 1999 року Сербія та югославський уряд не мали контролю над територією, а  у 2008 році в односторонньому порядку було проголошено Республіку Косово. Республіка Сербія не визнає Косово як незалежну державу та зберігає за собою адміністративний апарат для автономної провінції. 

## Історія
1990 року (під час розпаду СФРЮ) автономні права регіону були зменшені через заснування Автономного краю Косово (серб. Аутономна Покрајина Косово и Метохија) та «деградацію» основного закону провінції з рівня «Конституції краю» до рівня «Статуту краю». У відповідь група албанських політиків створює «Конституцію Республіки Косово» та проголошує незалежність провінції. Центральна влада оголосила надзвичайний стан і в липні розпустила парламент Косова.
Надалі почалися негаразди з югославським і сербським керівництвом та заворушення на етнічному ґрунті. Більша частина албанців у Косові бойкотує перепис населення 1991 року, так само як і всі вибори. Пізніше косовари обрали тимчасовий уряд на чолі з Буджаром Букоші, визнаний Албанією в жовтні 1991 року. На неконституційному референдумі 1992 року більшість сказала «так» незалежності Косова.
У 1992 році Косово стало частиною Республіки Сербія Союзної Республіки Югославія.
Ситуація загострилася в 1996 році та перейшла до фази відкритої громадянської війни між Армією визволення Косова (алб. Ushtria Çlirimtare e Kosovës) й албанськими військовими підрозділами з одного боку та сербсько-югославськими з іншого.
Це призвело до виїзду з Косова близько 500 тис. албанських біженців та призвело до 12 тис. загиблих.
У 1999 році НАТО примусило сербсько-югославські війська вийти з Косова та передало край під контроль ООН. Це призвело до повернення албанців у Косово та приходу нових 100 тисяч із самої Албанії, кордону з якою Косово фактично не мало.

## Визнання
Офіційно Україна проводить консультації з міжнародними партнерами (2008) та займає позицію вичікування (2008) і невизнання (2010 — дотепер), юридично не приймаючи жодного рішення стосовно визнання незалежності Косово (2008).

## Адміністративний поділ
Частково визнана Республіка Косово поділена на 7 округів і 30 муніципалітетів. Інформація про них є у статті Адміністративний поділ Косова.
| Округ                                                                            | Адмін. центр        | Населення 2002 | Муніципалітети та міста                                                                                 |
| -------------------------------------------------------------------------------- | ------------------- | -------------- | --- |
| Косовський (Kosovski okrug Косовски округ)                                       | Приштина            | 672,292        | - Приштина - Глоговаць - Косово Поле - Ліплян - Обіліч - Подуєво - Урошевац - Штімлє - Качанік - Штрпце |
| Косовсько-Поморавський (Kosovsko-Pomoravski okrug Косовско-Поморавски округ)     | Гнілане             | 217,726        | - Косовська Камениця - Ново-Брдо - Гнілане - Вітіна                                                     |
| Косовсько-Митровицький (Kosovsko — Mitrovački okrug Косовско — Митровачки округ) | Косовська Митровиця | 275,904        | - Косовська Митровиця - Лепосавіч - Србиця - Вучитрн - Зубін-Поток - Звечан                             |
| Пецький (Pećki okrug Пећки округ)                                                | Печ                 | 414,187        | - Печ - Істок - Кліна - Джяковіца - Дечані                                                              |
| Призренський (Prizrenski okrug Призренски округ)                                 | Призрен             | 376,085        | - Ораховаць - Сува-Река - Призрен - Ґора                                                                |

## Демографія

### Населення

Етнічна мапа Косова

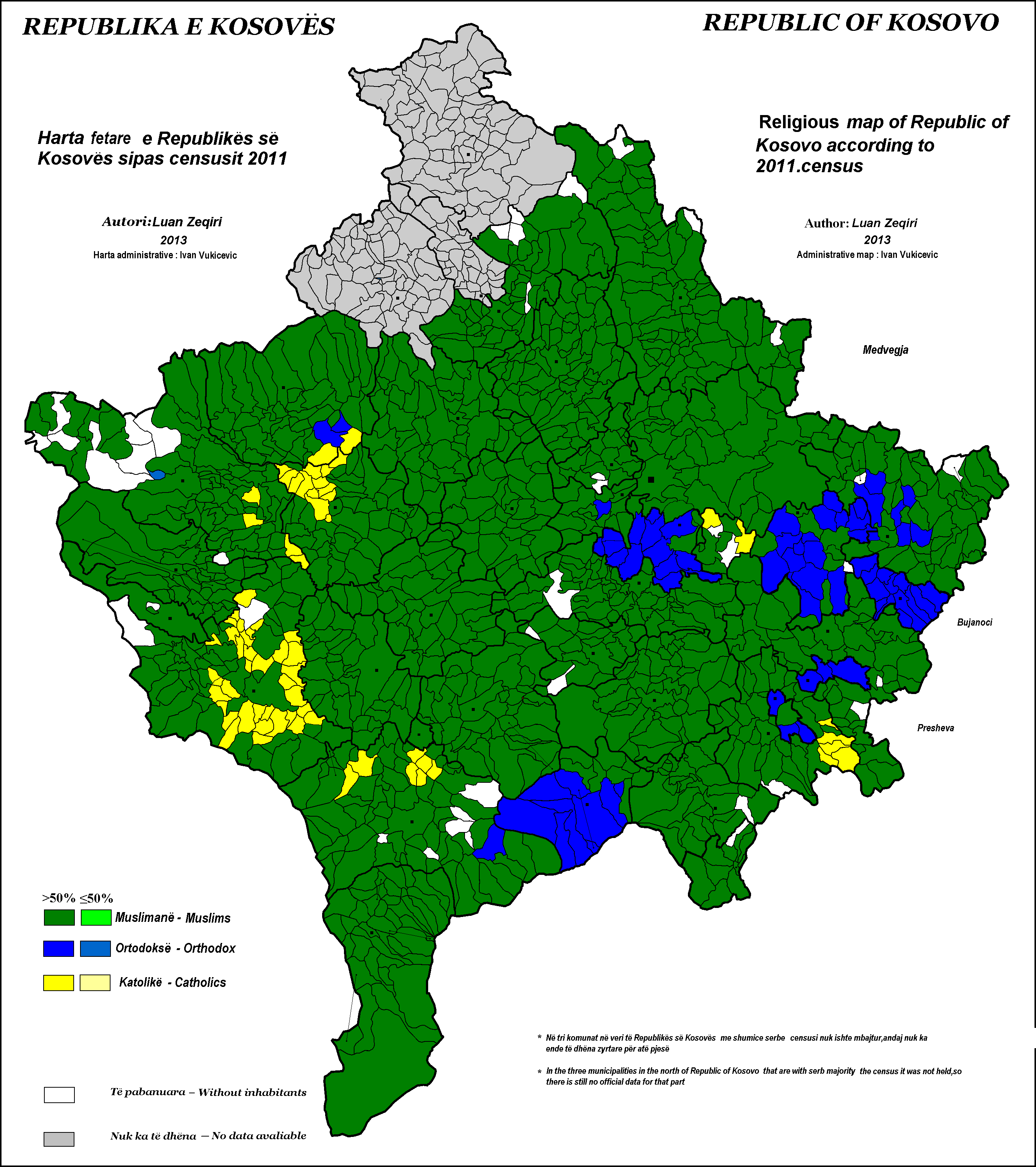
Релігійна мапа Косова

| Рік  | Албанці | Серби | Решта |
| ---- | ------- | ----- | ----- |
| 1871 | 32      | 64    | 4     |
| 1899 | 48      | 44    | 8     |
| 1921 | 66      | 26    | 8     |
| 1931 | 69      | ??    | ?     |
| 1939 | 60      | 34    | 5     |
| 1948 | 68      | 27    | 5     |
| 1953 | 67      | 27    | 6     |
| 1961 | 67      | 27    | 6     |
| 1971 | 74      | 21    | 5     |
| 1981 | 77      | 15    | 8     |
| 1991 | 82      | 11    | 7     |
| 2000 | 88      | 7     | 5     |
| 2007 | 92      | 5     | 3     |

### Міста

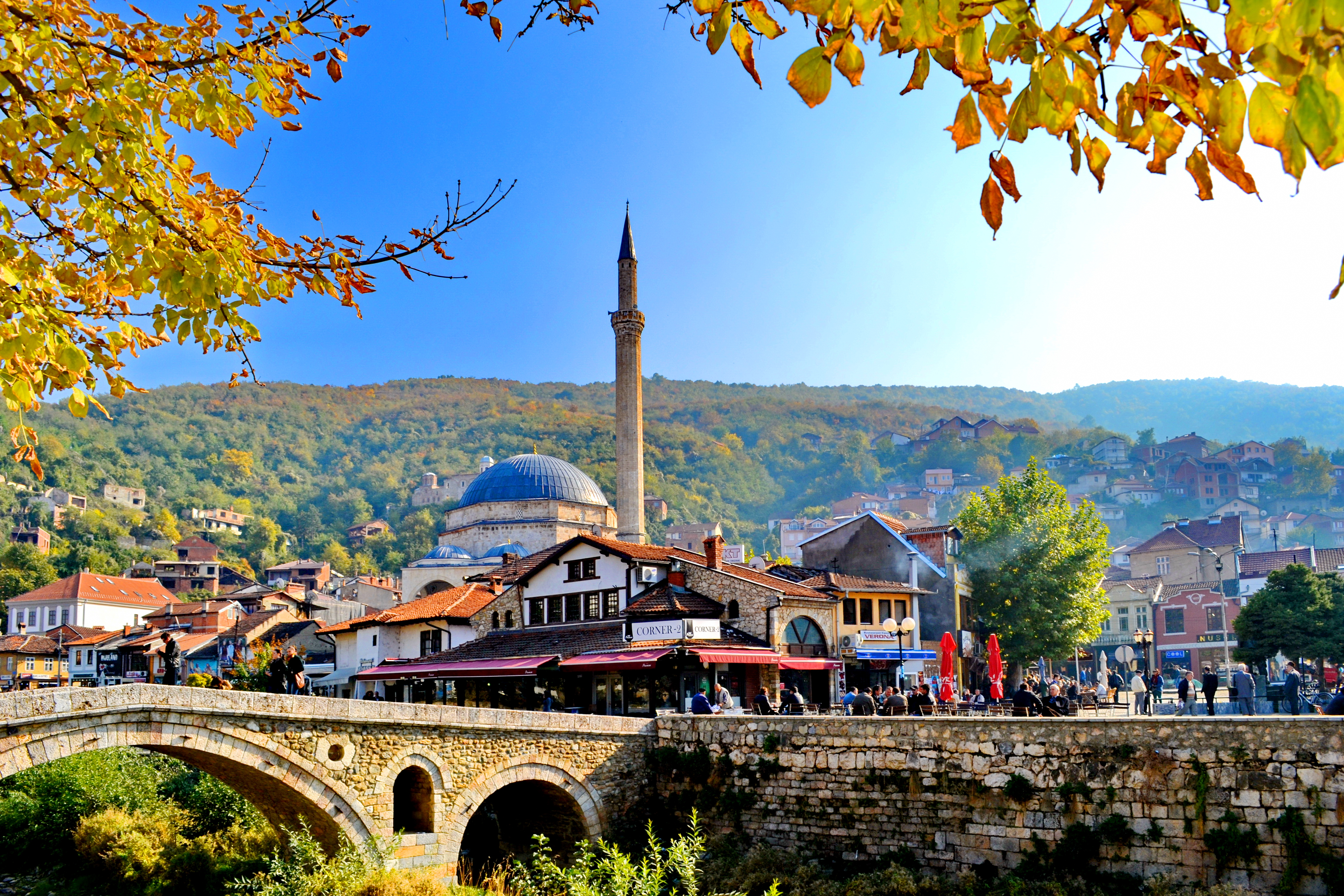
Призрен

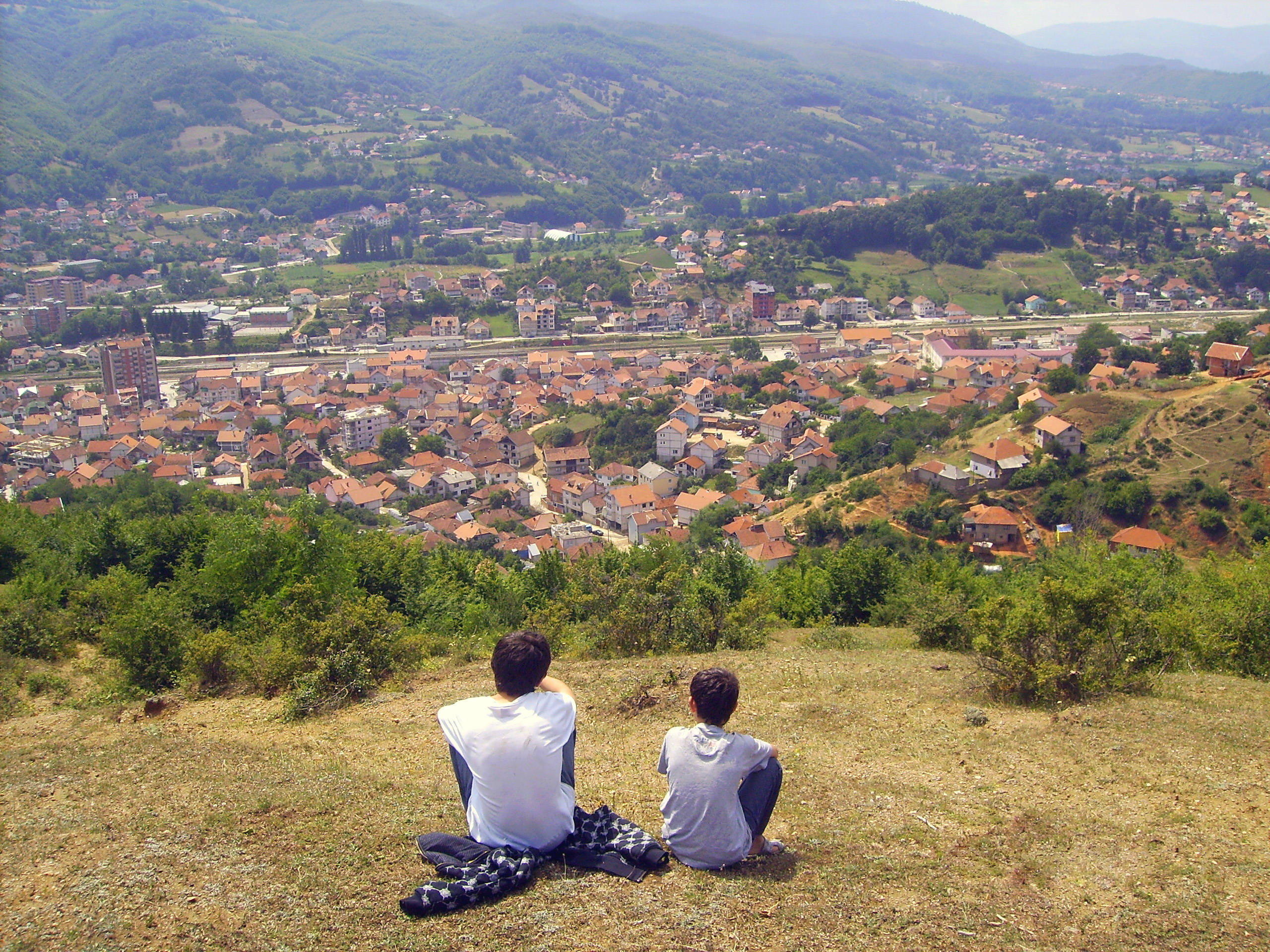
Качанік

| Місто               | Міська територія | Міська територія | Муніципальний округ | Муніципальний округ |
| Місто               | 2011             | №                | 2011                | №                   |
| ------------------- | ---------------- | ---------------- | ------------------- | ------------------- |
| Приштина            | 145 149          | 1                | 198 897             | 1                   |
| Призрен             | 85 119           | 2                | 177 781             | 2                   |
| Гнілане             | 54 239           | 3                | 90 178              | 6                   |
| Печ                 | 48 962           | 4                | 96 450              | 4                   |
| Косовська Митровиця | 46 230           | 5                | 84 235              | 7                   |
| Урошевац            | 42 628           | 6                | 108 610             | 3                   |
| Джяковіца           | 40 827           | 7                | 94 556              | 5                   |

## Адміністративно-територіальний поділ Югославії та її складових (1943—2010)
| 1943          | 1946           | 19631                   | 19741                   | 1991                    | 1992                       | 1999                       | 2003                       | 2006                 | 2008                 |
| ДФЮ           | ФНРЮ           | СФРЮ                    | СФРЮ                    | розпущена               | розпущена                  | розпущена                  | розпущена                  | розпущена            | розпущена            |
| ФД БіГ        | НР БіГ         | СР Боснія і Герцеговина | СР Боснія і Герцеговина | СР Боснія і Герцеговина | Боснія і Герцеговина       | Боснія і Герцеговина       | Боснія і Герцеговина       | Боснія і Герцеговина | Боснія і Герцеговина |
| ФД Хорватія   | НР Хорватія    | СР Хорватія             | СР Хорватія             | Республіка Хорватія     | Республіка Хорватія        | Республіка Хорватія        | Республіка Хорватія        | Республіка Хорватія  | Республіка Хорватія  |
| ФД Македонія  | НР Македонія   | СР Македонія            | СР Македонія            | Північна Македонія      | Північна Македонія         | Північна Македонія         | Північна Македонія         | Північна Македонія   | Північна Македонія   |
| ФД Македонія  | НР Македонія   | СР Македонія            | СР Македонія            |                         | ФРЮ                        | ФРЮ                        | Сербія і Чорногорія2       | розпущена            | розпущена            |
| ФД Чорногорія | НР Чорногорія  | СР Чорногорія           | СР Чорногорія           | СР Чорногорія           | Р Чорногорія (федеративна) | Р Чорногорія (федеративна) | Р Чорногорія (федеративна) | Чорногорія           | Чорногорія           |
| ФД Сербія     | НР Сербія      | СР Сербія               | СР Сербія               | СР Сербія               | Р Сербія (федеративна)     | Р Сербія (федеративна)     | Р Сербія (федеративна)     | Сербія               | Сербія               |
| ФД Сербія     | • АК Воєводина | • САК Воєводина         | • САК Воєводина         | • АР Воєводина          | • АР Воєводина             | • АР Воєводина             | • АР Воєводина             |                      |                      |
| ФД Сербія     | • АК Косово 3  | • САК Косово            | • САК Косово            | • АК Космет 3           | • АК Космет 3              | Протекторат ООН            | Протекторат ООН            | Протекторат ООН      | Республіка Косово    |
| ФД Словенія   | НР Словенія    | СР Словенія             | СР Словенія             | Республіка Словенія     | Республіка Словенія        | Республіка Словенія        | Республіка Словенія        | Республіка Словенія  | Республіка Словенія  |

| ФНР | «Федеративна Народна Республіка» | НР | «Народна Республіка»     |     |                                        |
| АК  | «Автономний Край»                | ФР | «Федеративна Республіка» | САК | «Соціалістичний Автономний Край»       |
| БіГ | Боснія і Герцеговина             | Р  | «Республіка»             | СФР | «Соціалістична Федеративна Республіка» |
| ДФ  | «Демократична Федерація»         | ФД | «Федеральна Держава»     | СР  | «Соціалістична Республіка»             |

1  Роки, коли вступила в дію Конституція СФРЮ та були внесені зміни.

2  Союзна Республіка Югославія.

3  Космет скорочення від Косово і Метохія.